# بني بوزارت (مطماطة)
بني بوزارت هي إحدى مشيخات المملكة المغربية، تتبع جغرافيا لإقليم تازة وإداريًا لمطماطة. يقدر عدد سكانها بـ 2932 نسمة حسب الإحصاء الرسمي للسكان والسكنى لسنة 2004.